# 최경희 (1947년)
최경희(崔敬禧, 1947년 4월 19일 ~ )는 대한민국의 정치인이다. 제18대 국회의원이었다. 18대 총선에 한나라당 비례대표 25번으로 공천을 받았으며 임두성의 의원직 상실로 승계했다.

## 학력
- 이화여자대학교 성악과 학사
- 이화여자대학교 교육대학원 교육행정학 석사

## 경력
- 한나라당 중앙위원회 미디어팝 편집인
- 한나라당 한사랑합창단 단장
- 한나라당 제5정책위원회 부위원장
- 한나라당 불교신도회 회장
- 한나라당 여성위원회 부위원장
- 한국식품공업 대표
- 한나라당 중앙위원회 위원
- 전국불교합창단연합회 부회장
- 세계한인상공인회 상임이사
- 서울문화재단 이사
- 2007년 6월 출향강원도민 불교신도회 회장
- 2009년 3월 강원도민회 여성분과위원회 위원장
- 강원도민회 부회장
- 한국 이탈리아 의원친선협회 부회장
- 보건복지위원회 위원
- 2010년 9월 ~ 2012년 5월 제18대 국회의원

## 역대 선거 결과
|  | 34.50% |

|  | 39.00% |

|  | 35.76% |

|  | 37.48% |